# Knežina
Knežina este o localitate din comuna Črnomelj, Slovenia, cu o populație de 29 de locuitori.